# Nabarangapur
Nabarangapur là một thành phố và khu đô thị của quận Nabarangapur thuộc bang Orissa, Ấn Độ.

## Nhân khẩu
Theo điều tra dân số năm 2001 của Ấn Độ, Nabarangapur có dân số 27.975 người. Phái nam chiếm 53% tổng số dân và phái nữ chiếm 47%. Nabarangapur có tỷ lệ 67% biết đọc biết viết, cao hơn tỷ lệ trung bình toàn quốc là 59,5%: tỷ lệ cho phái nam là 72%, và tỷ lệ cho phái nữ là 62%. Tại Nabarangapur, 12% dân số nhỏ hơn 6 tuổi.